# Hermine Diethelm
Hermine Diethelm, née le 21 août 1915 à Vienne et morte le 21 septembre 1997 à Mödling, est une monteuse autrichienne.

## Biographie
Hermine Diethelm commence comme assistante au montage avant de devenir monteuse peu après la guerre. Elle fait la version finale pour de nombreux réalisateurs comme E. W. Emo, Alfred Stöger, Hubert Marischka, Max Neufeld, Eduard von Borsody et surtout Franz Antel. Avec Paula Dvorak, elle fait le montage du film Le Dernier Pont de Helmut Käutner.
À la fin des années 1960, elle travaille essentiellement pour la télévision.

## Filmographie
- 1947 : Rendezvous im Salzkammergut
- 1949 : Das Siegel Gottes (de)
- 1949 : Mein Freund, der nicht nein sagen kann (de)
- 1951 : Mademoiselle Bimbi
- 1952 : Fräulein Casanova
- 1952 : Knall und Fall als Hochstapler (de)
- 1953 : Irene in Nöten
- 1953 : Auf der grünen Wiese (de)
- 1953 : Le Dernier Pont
- 1956 : Und wer küßt mich?
- 1956 : Liebe, Sommer und Musik
- 1956 : Das Hirtenlied vom Kaisertal
- 1957 : Le Plus Beau Jour de ma vie de Max Neufeld
- 1958 : Der Page vom Palast-Hotel
- 1958 : Skandal um Dodo
- 1959 : Traumrevue (de)
- 1959 : Wenn die Glocken hell erklingen (de)
- 1961 : Un homme dans l'ombre
- 1961 : L'Auberge du Cheval noir (Im schwarzen Rößl) de Franz Antel
- 1962 : Drei Liebesbriefe aus Tirol
- 1962 : Ohne Krimi geht die Mimi nie ins Bett (de)
- 1962 : Tanze mit mir in den Morgen
- 1962 : Le Bandit et la Princesse (...und ewig knallen die Räuber)
- 1963 : Sing, aber spiel nicht mit mir (de)
- 1963 : L'Auberge enchantée (Im singenden Rößl am Königssee) de Franz Antel
- 1963 : Bal masqué à Scotland Yard (Maskenball bei Scotland Yard) de Domenico Paolella
- 1964 : Das hab ich von Papa gelernt
- 1964 : Verdammt zur Sünde
- 1965 : Du suif dans l'Orient-Express
- 1965 : Ruf der Wälder
- 1966 : Der Weibsteufel
- 1966 : 00Sex am Wolfgangsee
- 1971 : Elisabeth, Kaiserin von Österreich (TV)
- 1972 : Defraudanten (TV)
- 1973 : Abenteuer eines Sommers